# UC99 (潜水艦)

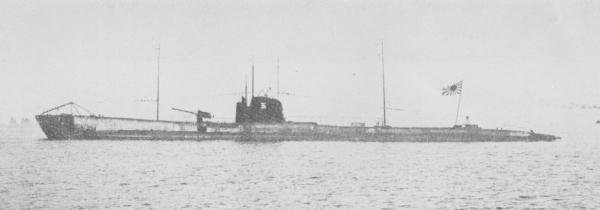
〇五潜水艦

UC99はドイツ海軍のUCIII型潜水艦(Uボート)。小型の機雷敷設潜水艦。
ブローム＆フォス社で建造され、1918年3月17日に進水、同年9月20日に竣工した。就役が第一次世界大戦末期であったため、戦果や戦歴は特にない。戦後ほかの潜水艦とともに日本に戦利獲得され、1918年12月19日受領。マルタ島から第二特務艦隊によって横須賀に回航、日本海軍籍には編入されず、潜水艦の実験等に利用された後に解体された。日本における名称は〇五潜水艦（仮称）である。

## 諸元
- 常備排水量：490ｔ
- 全長：56.5m
- 主機：ディーゼル/電動機
- 出力：水上600馬力、水中770馬力
- 速力：水上11.5kt、水中6.6kt
- 兵装：10.5cm単装砲1門、魚雷発射管3門、機雷14個